# Lupin III: The Secret of Mamo
Lupin III: The Secret of Mamo – film animowany z 1978 roku w reżyserii Sōjiego Yoshikawy, stworzony na podstawie mangi Lupin III autorstwa Monkey Punch. Jest to pierwszy animowany film kinowy z serii.

## Fabuła
Lupin III, najwspanialszy złodziej naszych czasów, nie żyje. Jednak Inspektor Zenigata nie może uwierzyć, że jego rywal zniknął z tego świata. Odkrywa, że Lupin tak naprawdę wciąż żyje, ale jak się okazuje, ktoś inny sfałszował jego śmierć, choć sam nie wie czemu. Lupin, razem z Jigenem i Goemonem oraz Zenigatą na ich tropie, wyrusza skraść skarb z piramidy w Egipcie. Kradzież się udaje, ale podczas ucieczki pojawia się Fujiko, która odbiera zabrany z piramidy artefakt. Oddaje go naukowcowi zwanemu Mamo, który obiecał jej wieczną młodość. Mamo jednak ma inne, niecne zamiary. Lupin rozpoczyna walkę ze złowieszczym szaleńcem, aby ocalić świat i uratować Fujiko.

## Obsada (orygialna wersja japońska)
- Lupin III: Yasuo Yamada
- Mamo: Kō Nishimura
- Fujiko Mine: Eiko Masuyama
- Daisuke Jigen: Kiyoshi Kobayashi
- Goemon Ishikawa XIII: Makio Inoue
- Inspektor Heiji Zenigata VII: Gorō Naya

## Tytuł
Oryginalnie film został wydany w Japonii pod nazwą Lupin III (jap. ルパン三世 Rupan Sansei), jednak później zmieniono jego tytuł na Lupin III: Lupin kontra Człowiek-Duplikat (ルパン三世 ルパンVS複製人間 Rupan Sansei: Rupan VS Fukusei Ningen). Podczas powstawania angielskiego dubbingu firmy Streamline z 1995 roku, TMS Entertainment sugerowało tytuł The Secret of Mamo, jednak firma podjęła decyzję o użyciu tytułu The Mystery of Mamo. Wydana rok później brytyjska wersja filmu użyła jednak Secret. Tak samo zrobiła firma Geneon w 2003 dla swojego wydania filmu na DVD. Discotek Media dla wersji Blu-Ray z 2013 roku użyło Mystery i od tamtej pory TMS używa tego tytułu w materiałach promocyjnych. Niektóre kraje używają Secret przetłumaczonego na język docelowy.